# Оргія

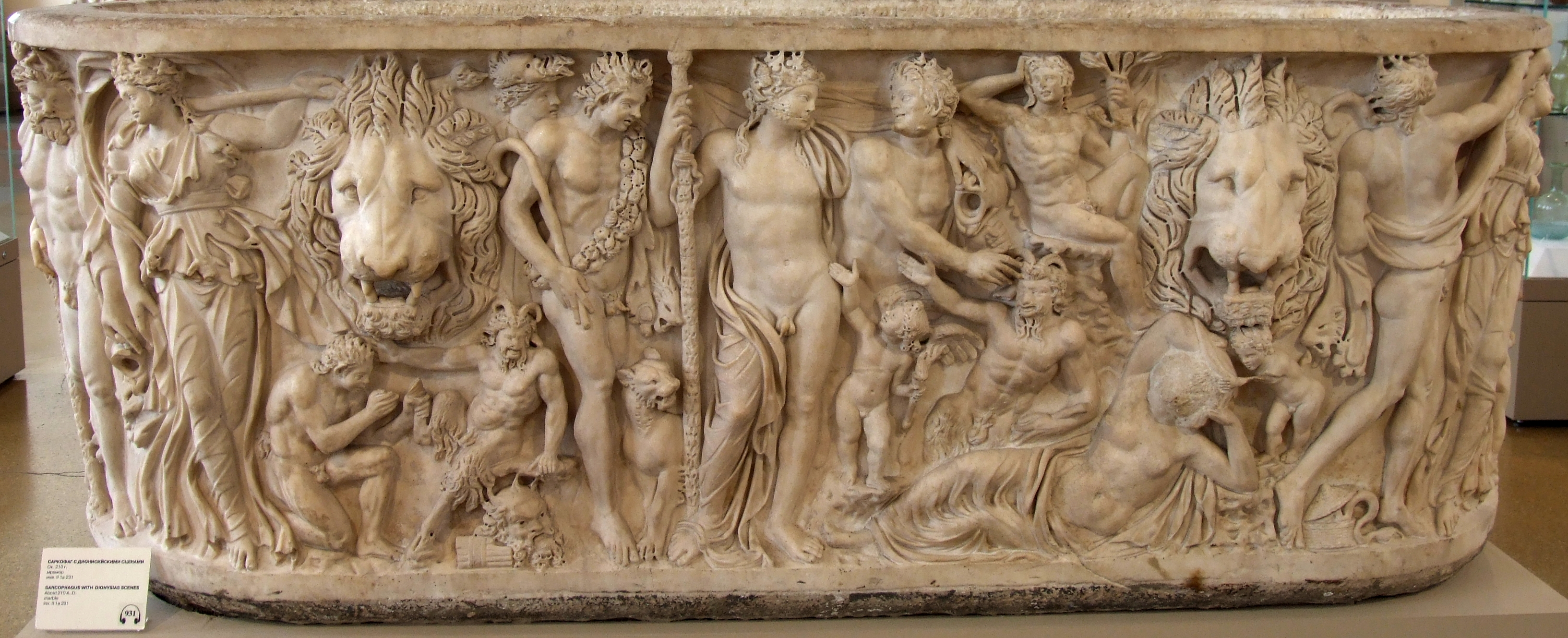
Сцена діонісійських оргій на античному саркофазі, Державний музей образотворчих мистецтв імені Пушкіна

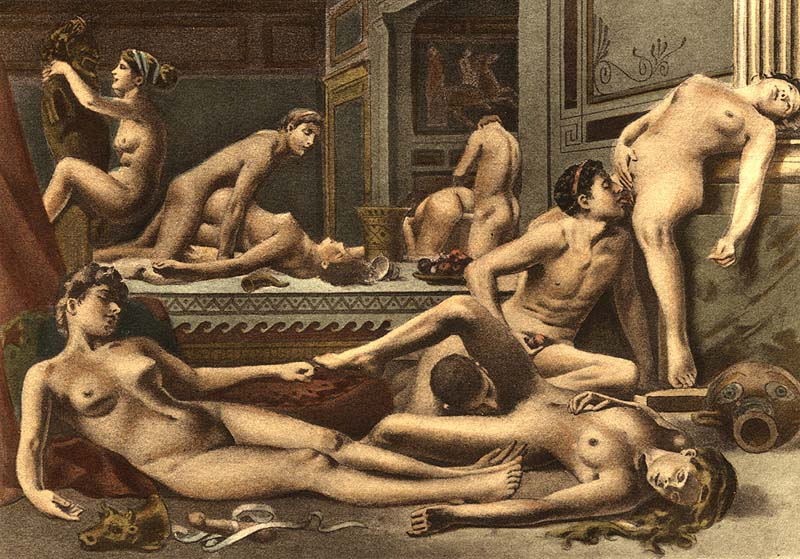
Оргія. Едуард-Анрі Авріль

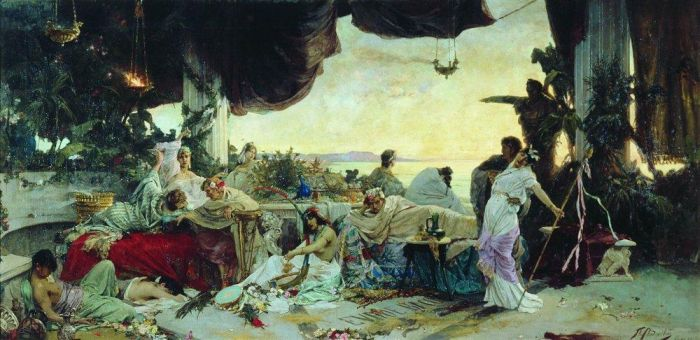
Оргія. Павло Сведомський

Оргія (грец. όργιον) —
- у широкому сенсі — будь-яка нестримна розвага групи людей, що виходить за традиційні норми суспільної моралі. У сучасній порноіндустрії терміном «оргія» заміняють «груповий секс» — статевий акт, у якому беруть участь три або більше осіб одночасно.
- релігійні обряди багатьох стародавніх народів, пов'язані з культами богів, зокрема в Стародавній Греції, Римі, Єгипті.

## Давні релігії

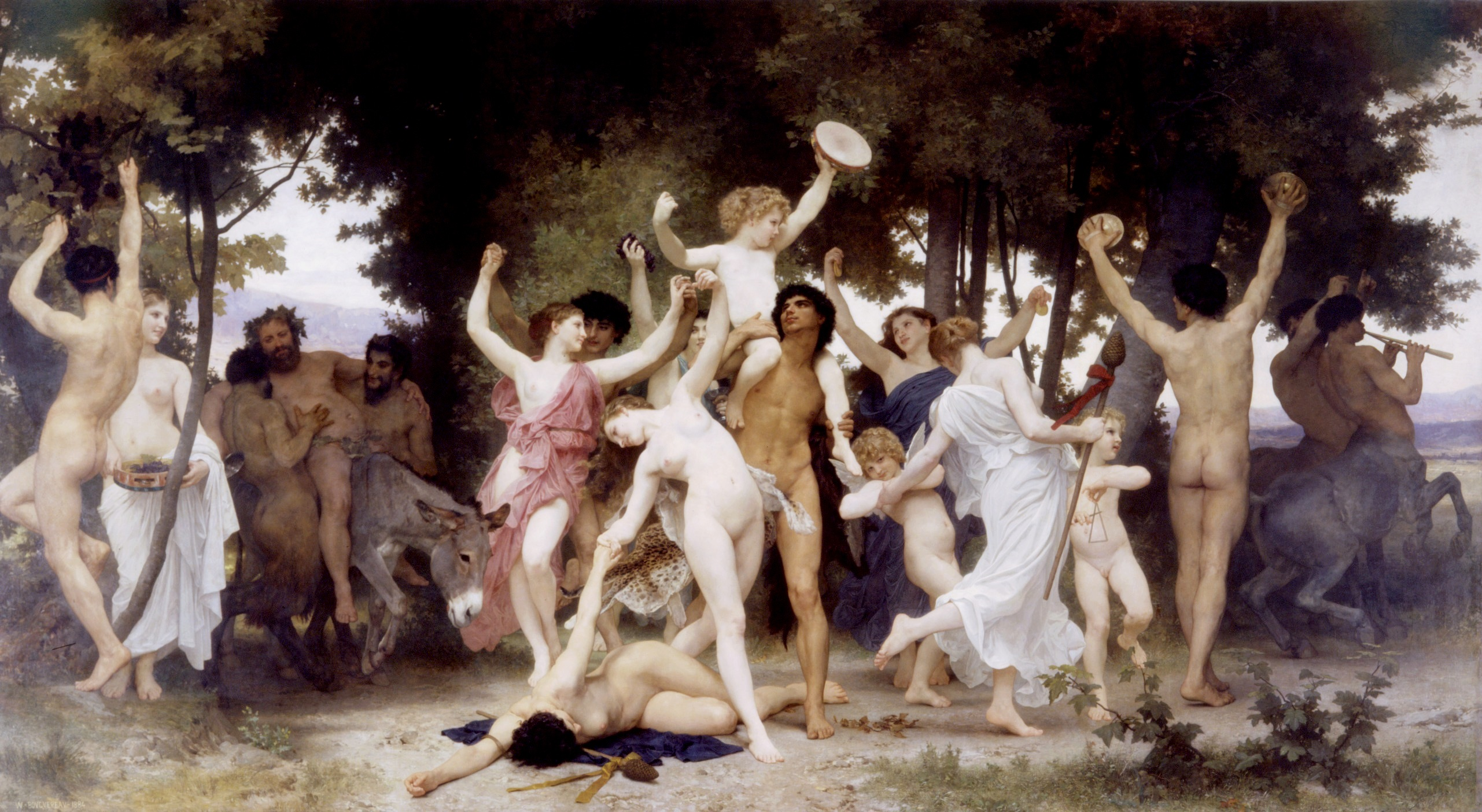
Юність Бахуса. Адольф Вільям Бугро,1884

Наприклад, у грецькій релігійній традиції оргія — свято на честь бога вина і веселощів Діоніса. Оргіон, культ церемонії Діоніса (або Загрея), який відзначався широко в Аркадії. Спочатку слово вживалося в значенні «причастя». Мета причастя полягала в тому, щоб очистити душу віруючого й допомогти їй уникнути колообігу народження.
(Όργιαα τά) — так називалися в давньогрецькій релігії богослужіння на честь Деметри (в Гомерівському гімні богиня обіцяє навчити людей священнодіянь: όργια δ'αύτή έγών ύποθήδομαι). Термін «оргія», у додатку до культу Деметри — синонім іншого більш поширеного терміна, містерії, а також третього терміна, τελετή (церемонія). Пізніше, коли культ Деметри зблизився з культом Діоніса і взагалі поширилися таємні культи, за священнодійствами на честь Деметри встановилося назва містерій, оргіями переважно стали називатися екстатичні, захоплені священнодійства на честь Діоніса. Легенди про індійського Діоніса перейшли до Греції з Малої Азії (Фригії та Лідії) і принесли з собою оргіастичні обряди, на які ми маємо вказівки в уривках (р. 2, 3 за вид. Аренса) есхіловской трагедії 'Ηδωνοί. (2-я п'єса з тетралогії Λυκουργία) і  дійшла до нас в трагедії Евріпіда Βάκχαι. Діоніс азійських легенд — не аттичний бог винограду, а жіночне божество, символ чистого, безоглядного захоплення, яке очищає людську душу. Грецькі жінки, і взагалі греки, прийняли новий культ із захопленням, заснувавши на честь бога нічні оргії на Кифероні і Парнасі, в Коринті, Мегарі, Аргосе. Жінки, що брали участь в оргіях (Μαινάδες, Θυιάδες, Βάκχαι, Λήναι), увінчували собі голову плющем, дубовим і тисовим (σμίλαξ) листям, накидали на плечі оленячу шкуру, в одну руку брали тирс, в іншу смолоскип, і в шаленому захваті носилися по священній місцевості, переходячи від екстазу до споглядального спокою і заціпеніння. Подібно містеріям, Діонісії були таїнством, до якого допускалися тільки посвячені; метою їх, як і містерій, було очищення душі релігійним захватом. Особливо добре ілюструє культ Діоніса Евріпід у своїй трагедії «Вакханки». Вакхові оргії існували і в Римі (так зв. Вакханалія), але, внаслідок їх крайньої розбещеності, були заборонені в 186 р. до н. е.
До них подібні також оргіастичні культи стародавніх народів (оргіями супроводжувалися римські новорічні свята — Сатурналії, аналог грецьких Великих Діонісій, свято Бона Деї 1 травня та ін.). Оргія як культ могла мати сексуальний характер, який виражається в неврегульованих статевих контактах учасників оргії. В давніх народних культах (язичництво) він часто містив сакральний і магічний зміст, організовувався жерцями і слугував жертвопринесенням божествам. В обмін на таку пожертву учасники прохали божество послати деякі матеріальні блага — владу, багатство, врожай, дощ тощо. Зокрема в Індії сакрально-магічна оргія називалась чакра-пуджа. Дослідники слов'янських релігійних культів висувають думку, що аналогічні обряди могли проводитись під час Свята Купали та інших свят пов'язаних із сонцеворотом. В період середньовіччя подібні збори називали шабаш, який міг бути присвячений рівноденню, сонцестоянню, Самайну, Вальпургієвій ночі, місячній повні.
Стародавня оргія, у більшості випадків, була ретельно продуманими й зрежисованими колективними діями, які тимчасово давали спільноті можливість без обмежень проявляти свої еротичні бажання в певний відрізок часу, як правило, під патронажем конкретного бога або богині. Стародавній Рим славився трьома найзнаменитішими великими оргіастичними святкуваннями: сатурналіями, луперкаліями і вакханаліями. Під час сатурналій — присвячених сільськогосподарському богу Сатурну – соціальні відмінності на час знімалися, і поки йшло свято, була дозволена необмежена сексуальна активність, яка виходила за межі соціальних розмежувань класу й моралі; розгул пристрастей підігрівало санкціоноване сп'яніння. Через дозвіл громадянам (які у звичайний час вели тверезий і сексуально-стриманий спосіб життя) цього короткого періоду сексуального безумства досягався колективний катарсис на сакральному рівні.